# Диоскорея крылатая
Диоскорея крылатая, или диоскорея крылатостебельная, или ямс азиатский (лат. Dioscoréa alata) — тропическая лиана с клубневидным съедобным корнем. Принадлежит к роду растений семейства Диоскорейные, распространённых в основном в тропических областях Азии.

## Описание
Клубни обычно ярко-фиолетово-пурпурного или ярко-лавандового цвета, встречаются клубни кремового и белого оттенков. Диоскорею крылатую иногда путают с колоказией съедобной и окинавским сладким картофелем, несмотря на то, что она также растёт и на острове Окинава, где именуется как beniimo (紅芋). Диоскорея крылатая известна ещё с древних времен, когда её использовали в тропиках Азии как традиционное блюдо.
Клубни диоскореи крылатой могут достигать в длину более 1 м, а весить более 50 кг (средний вес 3 — 5 кг).

## История культуры

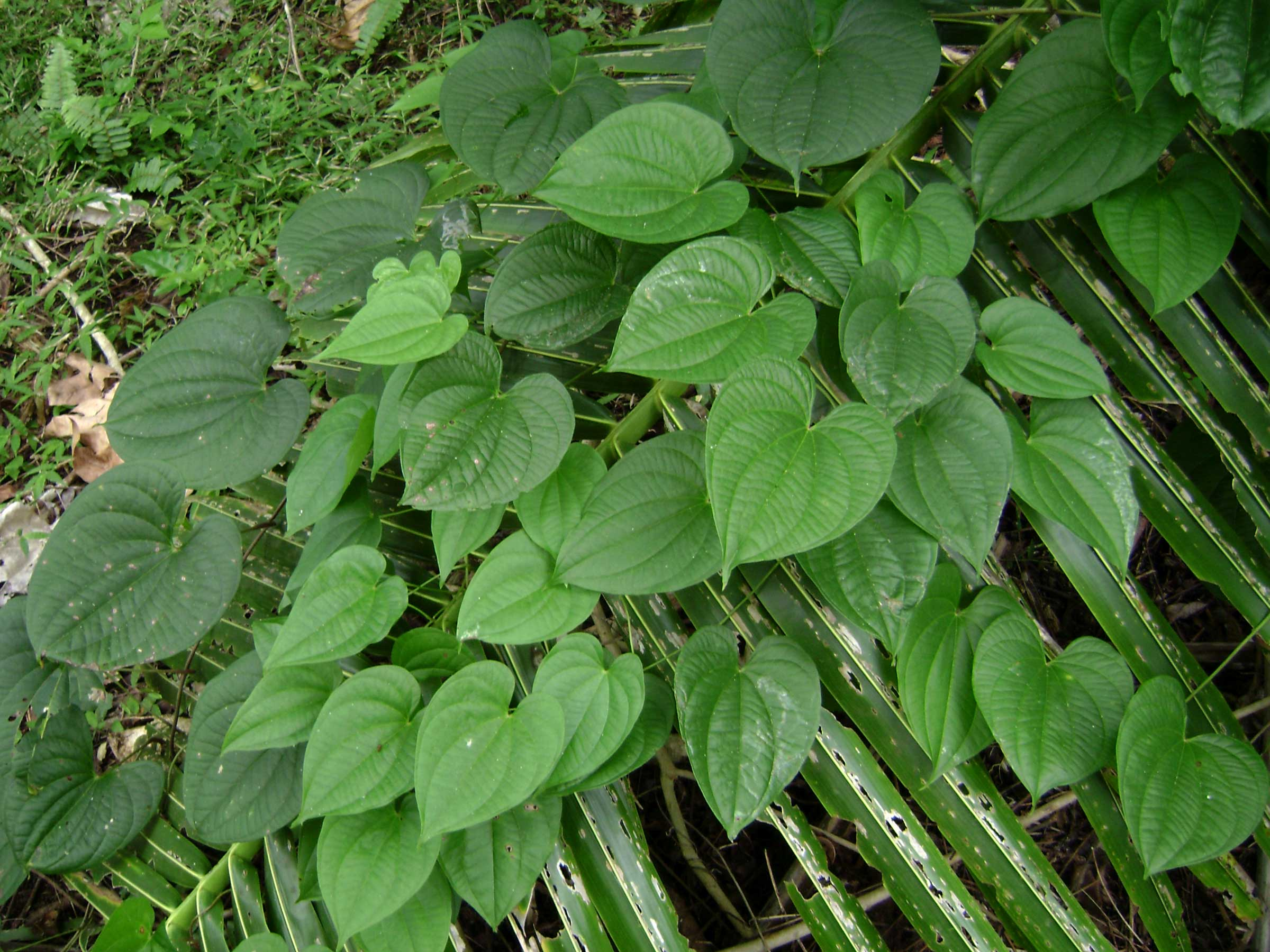
Лоза диоскореи крылатой на архипелаге Вавау, королевство Тонга

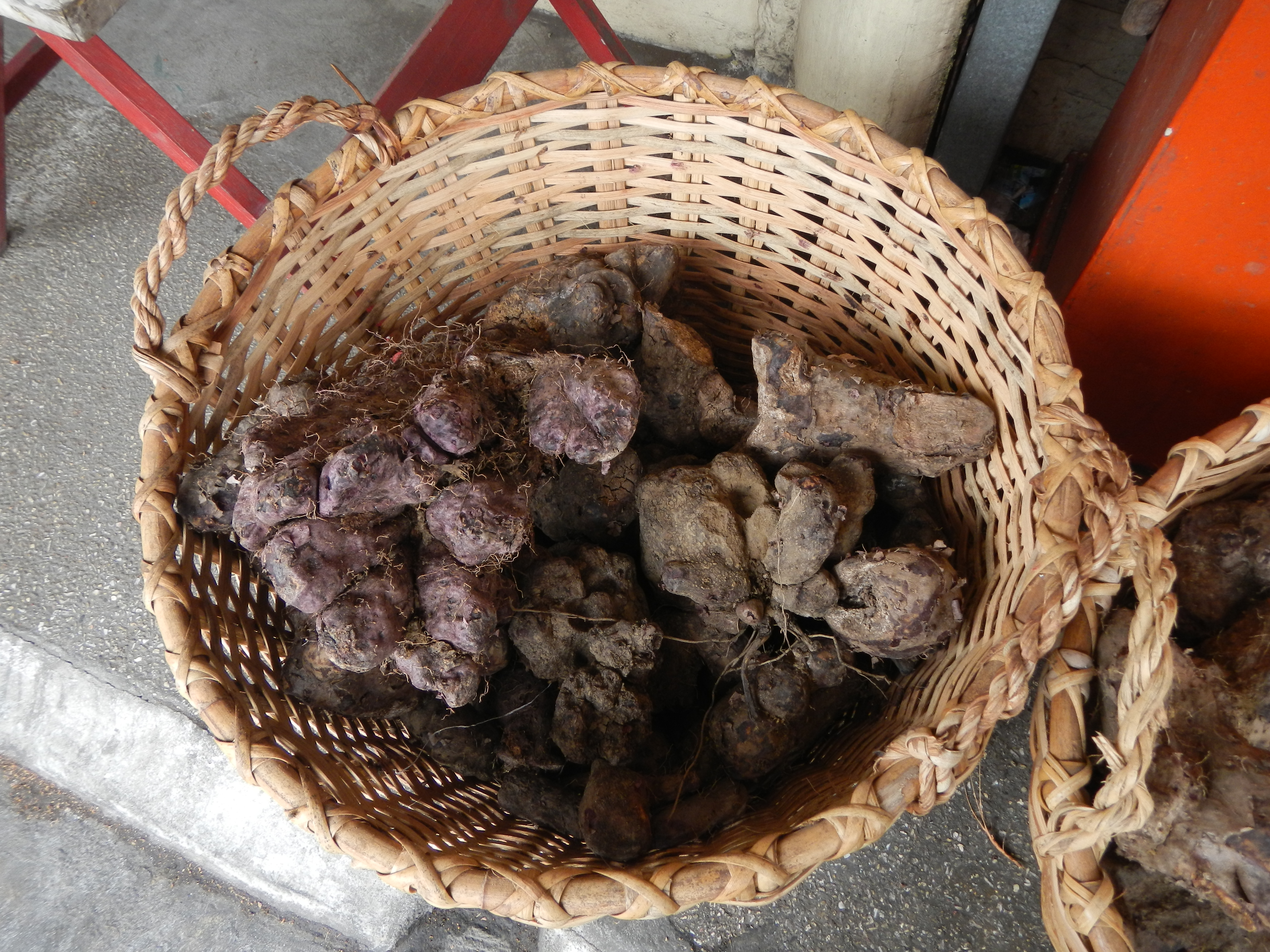
Собранные клубни диоскореи крылатой

Плоды диоскореи крылатой — один из важнейших ингредиентов для приготовления блюд австронезийских народов. Это вид ямса был одомашнен на островах Юго-Восточной Азии и Новой Гвинеи и пользовался наибольшей популярностью у населения среди других клубнеплодных овощных культур. В этой местности также культивировали Dioscorea bulbifera, Dioscorea hispida, Dioscorea esculenta, Dioscorea nummularia, Dioscorea pentaphylla и Dioscorea transversa, однако их использовали в крайнем случае ввиду высокого содержания токсина диоскорина, который требует тщательной пищевой обработки перед употреблением. Также австронезийцы выращивали Dioscorea esculenta, но её клубни были более мелкими по сравнению с диоскореей крылатой и поэтому им отдавалось меньшее предпочтение.
Диоскорея крылатая и Dioscorea esculenta были наиболее пригодными для условий длительных перевозок на австронезийских судах, поэтому они успешно транспортировались. Диоскорея крылатая, в частности, была завезена на тихоокеанские острова, в Новую Зеландию, на Мадагаскар и Коморские острова.
Место происхождения азиатского ямса доподлинно неизвестно, некоторые археологические данные указывают на островную часть Юго-Восточной Азии и Новой Гвинее до времён австронезийской экспансии. Диоскорея крылатая считается подлинным культигеном, известным по множеству его культивируемых форм. Некоторые исследователи предполагают, без доказательств, что происхождение диоскореи крылатой относится к материковой части Юго-Восточной Азии, но при этом выявлена наибольшая модификационная изменчивость вида на Филиппинах и в Новой Гвинее.
Основываясь на археологических свидетельствах древних возделываемых земельных участков и остатков растений в земледельческом поселении Кука, известном также как болото Кука, исследователи предположили, что диоскорея крылатая была впервые одомашнена в высокогорьях Новой Гвинеи примерно 10 000 лет до н. э. Примерно около 4 000 лет до н. э. она распространилась на островную часть Юго-Восточной Азии благодаря культуре Лапита. Есть также свидетельства сельскохозяйственной революции в этот период, вызванной нововведениями под влиянием австронезийцев, когда началось использование заливных полей.
Однако гораздо более древние остатки растения, с большой вероятностью идентифицированные как диоскорея крылатая, были найдены в пещерах Ниах на Борнео (поздний плейстоцен, <40 000 лет до н. э.) и пещере Ille Cave (около 11 000 лет до н. э.) вместе с остатками токсичной D. hispida, которая употреблялась в пищу после предварительной обработки.
Диоскорея крылатая остается важной культурой в Юго-Восточной Азии, особенно на Филиппинах, где этот вид широко используется в различных традиционных и современных блюдах. Он также остается важным в Меланезии, где его выращивают для проведения церемоний, посвящённых сбору урожая и демонстрации наибольших размеров выращенных клубней.
Значимость диоскореи крылатой значительно уменьшилась в Восточной Полинезии и Новой Зеландии после того, как на этих землях начали сажать другие растения, в первую очередь, сладкий картофель.

## Хозяйственное значение и применение

### Кулинария
Диокорея крылатая — распространённая и популярная культура благодаря своим съедобным клубням, которые имеют сладковатый слегка ореховый вкус и напоминают батат или таро.

### Медицинское применение
В народной медицине диоскорея крылатая используется в качестве слабительного умеренного действия или противопаразитарного средства, также растение применяют при лихорадке, гонорее, проказе, опухолях и геморрое. Диоскорея крылатая имеет относительно высокий уровень оксалатов (486—781 мг/100 г сухого вещества).

### Другие виды использования
Фиолетовый цвет клубней диоскореи крылатой обусловлен различными антоциановыми пигментами. Пигменты являются водорастворимыми, поэтому широко используются в качестве пищевых красителей.
Диоскорея крылатая также ценна как декоративное растение, она активно используется ландшафтными дизайнерами, выращивается в садах и на приусадебных участках.

## Распространение
Диоскорея крылатая произрастает в Юго-Восточной Азии и в прилегающих районах (на островах Рюкю и Острове Рождества, в индийском штате Ассам, в низменных районах Непала, Нижней, Средней и Лесной Гвинее), в тропических и субтропических странах Африки и на островах Тихого океана (остров Тайвань) . Во многих местах, где культивировалась диоскорея крылатая, можно заметить, что растение расширило свой ареал и переместилось в дикую природу, например, так произошло в некоторых частях Южного, Восточного и Центрального Китая, Африки и Мадагаскара и на различных островах в Индийском и Тихом океанах.
Диоскорея крылатая сохраняется в дикой природе на Гаити, а также в Соединенных Штатах, особенно в Луизиане, Джорджии, Алабаме, Пуэрто-Рико, также на Виргинские островах и во Флориде, где она считается инвазивным видом.

## Таксономия
Dioscorea alata L., Species Plantarum 2: 1033 Архивная копия от 28 ноября 2020 на Wayback Machine (1753).

### Синонимы
Homotypic Names:
- Polynome alata (L.) Salisb., Gen. Pl.: 12 (1866).

Heterotypic Synonyms:
- Dioscorea eburina Lour., Fl. Cochinch.: 625 (1790).
- Dioscorea eburnea Lour., Fl. Cochinch., ed. 2: 767 (1793).
- Dioscorea atropurpurea Roxb., Fl. Ind. ed. 1832, 3: 800 (1832).
- Dioscorea globosa Roxb., Fl. Ind. ed. 1832, 3: 797 (1832).
- Dioscorea purpurea Roxb., Fl. Ind. ed. 1832, 3: 799 (1832).
- Dioscorea rubella Roxb., Fl. Ind. ed. 1832, 3: 798 (1832).
- Dioscorea vulgaris Miq., Fl. Ned. Ind. 3: 572 (1857).
- Elephantodon eburnea (Lour.) Salisb., Gen. Pl.: 12 (1866).
- Dioscorea colocasiifolia Pax, Bot. Jahrb. Syst. 15: 145 (1892).
- Dioscorea javanica Queva, Mém. Soc. Natl. Sci. Agric. Arts Lille, sér. 4, 20: 372 (1894).
- Dioscorea alata var. globosa (Roxb.) Prain, Bengal Pl. 2: 1067 (1903).
- Dioscorea sapinii De Wild., Ann. Mus. Congo Belge, Bot., sér. 5, 3: 368 (1912).
- Dioscorea alata var. tarri Prain & Burkill, J. Proc. Asiat. Soc. Bengal 10: 39 (1914).
- Dioscorea alata var. vera Prain & Burkill, J. Proc. Asiat. Soc. Bengal 10: 39 (1914).
- Dioscorea alata var. purpurea (Roxb.) A.Pouchet, Bull. Écon. Indochine 8: 117 (1950).